# 1956 w literaturze
Wydarzenia literackie w 1956 roku.

## Wydarzenia
- polskie
  - ukazał się pierwszy numer miesięcznika Dialog
  - powstał dwutygodnik literacki Współczesność
  - powstała grupa literacka Wierzbak
  - powstała Grupa Literacka Współczesność

- zagraniczne
  - W Lublanie ukazał się pierwszy przekład Lalki w języku słoweńskim.

## Nowe książki (proza beletrystyczna i literatura faktu)
- polskie
  - Maria Dąbrowska – Myśli o sprawach i ludziach
  - Marek Hłasko – Pierwszy krok w chmurach
  - Jarosław Iwaszkiewicz – Sława i chwała (t. 1–3, do 1962)
  - Zofia Kossak-Szczucka – Dziedzictwo I
  - Sławomir Mrożek – Maleńkie lato
  - Julian Stryjkowski – Głosy w ciemności
  - Zofia Romanowiczowa – Baśka i Barbara
- zagraniczne
  - Saul Bellow – Korzystaj z dnia (Seize the Day)
  - Michel Butor – Odmiany czasu (L'emploi du temps)
  - Albert Camus – Upadek (La Chute)
  - Agatha Christie – Zbrodnia na festynie (Dead Man’s Folly)
  - Philip K. Dick – Raport mniejszości (Minority Report)
  - Ilja Erenburg – Odwilż
  - Hans Hellmut Kirst – Pan Bóg śpi na Mazurach (Gott schläft in Masuren)
  - Clive Staples Lewis – Opowieści z Narnii: Ostatnia bitwa (The Last Battle)
  - Farley Mowat – Zagubieni w tundrze kanadyjskiej (Lost in the Barrens)
  - Iris Murdoch – The Flight from the Enchanter[1]
  - C.P. Snow – Homecoming[1]
  - Patrick White – The Tree and Man[1]
  - Angus Wilson – Anglo-Saxon Attitudes[1]
  - William Golding – Pincher Martin[1]
  - Anthony Burgess – Time for a Tiger[2]
  - Olivia Manning – My Husband Cartwright[3]
  - William Sansom – The Loving Eye[3]
  - Pamela Hansford Johnson – The Last Resort[4]
  - Dan Jacobson – A Dance in the Sun[5]
  - Frederic Raphael – Obligato[5]
- wydania polskie tytułów zagranicznych
  - Lloyd Cassel Douglas – w Londynie Szata (The Robe)

## Wywiady
- polskie
- zagraniczne
- wydania polskie tytułów zagranicznych

## Dzienniki, autobiografie, pamiętniki
- polskie
- zagraniczne
- wydania polskie tytułów zagranicznych

## Nowe eseje, szkice i felietony
- polskie
- zagraniczne
  - Colin Wilson – The Outsider[6]
- wydania polskie tytułów zagranicznych

## Nowe dramaty
- polskie
  - Zbigniew Herbert – Jaskinia filozofów(inne języki)
  - Artur Maria Swinarski – Achilles i panny (Spółdzielnia Wydawnicza „Czytelnik”)[7]
- zagraniczne
  - Friedrich Dürrenmatt – Wizyta starszej pani (Der Besuch der alten Dame)
  - Jean Genet – Balkon (Le Balcon)
  - Arthur Miller – Widok z mostu(inne języki) (A View from the Bridge)
  - Eugene O’Neill – Zmierzch długiego dnia (Long Day’s Journey into Night)[8]
  - Denis Johnston – Strange Occurrence on Ireland's Eye[9]
  - John Osborne – Look Back in Anger[10]
  - Ronald Duncan – The Death of Satan[11]
  - N. F. Simpson – A Resounding Tinkle[11]
  - Bernard Kops – The Hamlet of Stepney Green[11]
  - Ann Jellicoe – The Sport of My Mad Mother[12]
- wydania polskie tytułów zagranicznych

## Nowe poezje
- polskie
  - Jerzy Harasymowicz – Cuda
  - Zbigniew Herbert – Struna światła
  - Miron Białoszewski – Obroty rzeczy
  - Stanisław Grochowiak – Ballada rycerska
  - Tadeusz Różewicz – Poemat otwarty

- zagraniczne
  - Allen Ginsberg – Skowyt i inne wiersze (Howl and Other Poems)
  - Harry Martinson – Aniara
  - D.J. Enright – Bread Rather than Blossoms[13]
  - Kingsley Amis – A Case of Samples[14]
  - Adrian Mitchell – Devil Maggot and Son[15]
- wydania polskie tytułów zagranicznych
- zagraniczne antologie
- wydane w Polsce wybory utworów poetów obcych
- wydane w Polsce antologie poezji obcej

## Nowe prace naukowe, biografie i kalendaria
- zagraniczne
  - Alfred Jules Ayer – Problem poznania (The Problem of Knowledge)
  - Joan Robinson – Akumulacja kapitału (Accumulation of Capital)

## Urodzili się
- 4 stycznia – Artur Daniel Liskowacki, polski pisarz
- 6 stycznia – Elizabeth Strout, amerykańska pisarka
- 8 stycznia – Jack Womack, amerykański pisarz fantastyczny
- 9 stycznia – Jacek Rodek, polski wydawca
- 10 stycznia – Antonio Muñoz Molina, hiszpański pisarz
- 14 stycznia
  - Rosina Lippi-Green, amerykańska pisarka i językoznawczyni
  - Hubert Mingarelli(inne języki), francuski pisarz (zm. 2020)
- 16 stycznia – Włodzimierz Dulemba, polski poeta i prozaik
- 24 stycznia – Swietłana Wasilenko, rosyjska pisarka
- 2 lutego – Adnan Oktar, turecki pisarz
- 6 lutego – Ewa Malinowska-Grupińska, polska tłumaczka, wydawca, redaktor
- 12 lutego – Joe Dever, brytyjski pisarz (zm. 2016)
- 15 lutego – Urszula Gierszon, polska poetka, prozaik, krytyk literacki
- 23 lutego – Mirka Szychowiak, polska poetka
- 26 lutego – Michel Houellebecq, francuski pisarz, eseista i poeta
- 28 lutego – Lech Tkaczyk, polski poeta, autor książek dla dzieci
- 7 marca – Andrea Levy, brytyjska pisarka (zm. 2019)
- 11 marca – D.J. MacHale, amerykański autor książek dla dzieci
- 12 marca – Katarzyna Boruń-Jagodzińska, polska poetka, publicystka, tłumaczka
- 17 marca – Wiesław Drabik, polski pisarz i ilustrator
- 20 marca – Stanisław Janke, polski poeta, prozaik, tłumacz, krytyk literacki, publicysta, twórca literatury kaszubskiej
- 23 marca – Steven Saylor, amerykański pisarz
- 24 marca – Juan Kruz Igerabide, hiszpański pisarz
- 26 marca – Jerzy Morka, polski tłumacz literatury anglojęzycznej
- 27 marca – Wacław Holewiński, polski pisarz
- 28 marca – Amanda Aizpuriete, łotewska poetka, pisarka i tłumaczka (zm. 2023)
- 5 kwietnia – Ashitha(inne języki), indyjska pisarka (zm. 2019)
- 10 kwietnia – Jolanta Baziak, polska poetka
- 14 kwietnia
  - Rune Belsvik, norweski pisarz, dramaturg, autor książek dla dzieci
  - John G. Hemry, amerykański pisarz
- 20 kwietnia – Mariola Platte, polska poetka, eseistka, felietonistka (zm. 2015)
- 21 kwietnia – Andrzej Mietkowski, polski tłumacz literatury francuskiej i rosyjskiej, dziennikarz
- 27 kwietnia – Zofia Rejman-Pietrzykowska, polska historyk literatury
- 4 maja – David Guterson, amerykański pisarz
- 9 maja – Marie Hermanson, szwedzka pisarka i dziennikarka
- 13 maja – Krzysztof Mrowcewicz, polski historyk literatury i kultury
- 14 maja – Erling Jepsen, duński pisarz i dramaturg
- 15 maja – Kjartan Poskitt, brytyjski autor książek dla dzieci i młodzieży
- 16 maja – Adam Pomorski, polski tłumacz, socjolog, eseista
- 20 maja
  - Boris Akunin, rosyjski pisarz i eseista
  - Ingvar Ambjørnsen, norweski pisarz
- 26 maja – Krzysztof Narecki, polski literaturoznawca
- 1 czerwca
  - Patrick Besson, francuski pisarz
  - Mircea Cărtărescu, rumuński pisarz, poeta i eseista
- 8 czerwca – Danuta Ulicka, polska literaturoznawczyni i tłumaczka literatury rosyjskiej
- 9 czerwca – Patricia Cornwell, amerykańska pisarka powieści kryminalnych
- 6 lipca – Marek Bieńczyk, polski pisarz, historyk literatury, tłumacz literatury francuskiej
- 11 lipca – Amitav Ghosh, hindusko-bengalski pisarz
- 14 lipca
  - Inger Edelfeldt, szwedzka pisarka i ilustratorka
  - Aleksander Jasicki, polski poeta
- 16 lipca – Tony Kushner, amerykański dramatopisarz
- 18 lipca
  - Deborah Teramis Christian, amerykańska autorka książek i projektantka gier
  - Hadžem Hajdarević, serbski  poeta i prozaik (zm. 2023)
- 19 lipca – K.A. Applegate, amerykańska pisarka
- 21 lipca – Michael Connelly, amerykański pisarz powieści kryminalnych
- 22 lipca
  - Andrzej Marek Grabowski, polski autor książek i programów telewizyjnych dla dzieci,
- 28 lipca – Carol Higgins Clark, amerykańska pisarka powieści kryminalnych (zm. 2023)
- 30 lipca – Daniela Kapitáňová, słowacka pisarka
- 3 sierpnia
  - Czesław Apiecionek, polski księgarz
  - Leszek Budrewicz, polski poeta i dziennikarz
  - Joanna Skórnicka, polska tłumaczka literatury hiszpańskiej i francuskiej
- 8 sierpnia
  - Katarzyna Turaj-Kalińska, polska pisarka i publicystka
  - Birgit Vanderbeke(inne języki), niemiecka pisarka (zm. 2021)
- 14 sierpnia – Joan Slonczewski, amerykańska pisarka fantastycznonaukowa
- 16 sierpnia – Grzegorz Leszczyński, polski historyk literatury
- 21 sierpnia – Julia Darling(inne języki), angielska pisarka, poetka i dramaturg (zm. 2005)
- 25 sierpnia – Han Nolan, amerykańska pisarka literatury młodzieżowej
- 1 września – Emił Andreew, bułgarski pisarz
- 12 września – Esther Kinsky, niemiecka tłumaczka, pisarka i poetka
- 30 września – Małgorzata Kalicińska, polska powieściopisarka
- 4 października – Vincent V. Severski, polski funkcjonariusz służb specjalnych, pisarz
- 9 października – Robert Reed, amerykański pisarz science fiction
- 12 października – Rafael Ábalos, hiszpański pisarz
- 9 listopada – Anka Grupińska, polska publicystka, dziennikarka, pisarka
- 11 listopada – Włodzimierz Kowalewski, polski prozaik i krytyk literacki
- 13 listopada – Janusz Rudnicki, polski pisarz
- 14 listopada – Marek Słyk, polski prozaik i poeta (zm. 2019)
- 23 listopada – Janusz Margański, polski literaturoznawca, tłumacz i scenarzysta filmowy
- 5 grudnia – Adam Thorpe, brytyjski poeta, dramaturg i pisarz
- 7 grudnia – Susan Minot, amerykańska pisarka
- 19 grudnia – Jens Fink-Jensen, duński pisarz, poeta, fotograf i kompozytor
- 24 grudnia – Adam Lizakowski, polski poeta i tłumacz poezji amerykańskiej
- 26 grudnia – David Sedaris, amerykański pisarz, satyryk, felietonista
- 31 grudnia – Lyonel Trouillot, haitański pisarz
- William Lashner, amerykański pisarz thrillerów
- Ian R. MacLeod, brytyjski pisarz science-fiction i fantasy
- Pilar Quirosa-Cheyrouze(inne języki), hiszpańska poetka i pisarka (zm. 2019)
- Scholastique Mukasonga, rwandyjska pisarka

## Zmarli
- 31 stycznia – A.A. Milne, brytyjski pisarz (ur. 1882)
- 30 marca – Edmund Clerihew Bentley, angielski poeta (ur. 1875)
- 1 kwietnia – Jan Olechowski, polski poeta, publicysta, prozaik (ur. 1917)
- 19 kwietnia – Ernst Robert Curtius, niemiecki historyk literatury i eseista (ur. 1886)
- 13 maja – Aleksandr Fadiejew, radziecki pisarz, krytyk literacki (ur. 1901)
- 20 maja – Max Beerbohm, angielski eseista, pisarz satyryczny i rysownik-karykaturzysta (ur. 1872)
- 22 maja – Ion Călugăru, rumuński prozaik, dramaturg, publicysta i tłumacz (ur. 1902)
- 7 czerwca – Julien Benda, francuski krytyk, filozof i pisarz (ur. 1867)
- 8 czerwca – Jan Lechoń, polski poeta (ur. 1899)
- 11 czerwca – Corrado Alvaro, włoski powieściopisarz i dziennikarz (ur. 1895)
- 22 czerwca – Walter de la Mare, angielski poeta i prozaik neoromantyczny (ur. 1873)
- 25 czerwca – Eduard Štorch, czeski pedagog, pisarz i archeolog (ur. 1878)
- 7 lipca – Gottfried Benn, niemiecki pisarz i eseista (ur. 1886)
- 8 lipca – Giovanni Papini, włoski eseista, krytyk literacki, poeta i nowelista (ur. 1881)
- 13 sierpnia – Jakub Kołas, białoruski poeta i pisarz (ur. 1882)
- 14 sierpnia – Bertolt Brecht, niemiecki dramatopisarz (ur. 1898)
- 7 października – Talbot Hamlin, amerykański architekt i pisarz (ur. 1889)
- 13 października – Cahit Sıtkı Tarancı, turecki poeta i dramatopisarz (ur. 1910)
- 30 października – Pío Baroja, hiszpański pisarz, jeden z głównych twórców pokolenia 98 (ur. 1872)
- 9 listopada – Aino Kallas, fińsko-estońska pisarka (ur. 1878)
- 20 sierpnia – Debora Baron, żydowska pisarka (ur. 1887)
- 25 grudnia – Robert Walser, szwajcarski prozaik (ur. 1878)

## Nagrody
- Georg-Büchner-Preis – Karl Krolow(inne języki)
- Nagroda Bollingena – Conrad Aiken
- Nagroda Goncourtów – Romain Gary, Korzenie nieba
- Nagroda Nobla – Juan Ramón Jiménez
- Nagroda Polskiego PEN Clubu za przekład z literatury obcej na język polski – Julian Rogoziński
- Nagroda Renaudot – André Perrin
- Premio Planeta – Carmen Kurtz
- Prix des Deux Magots – René Hardy za Amère Victoire
- Prix Femina – François-Régis Bastide